# Covert Action – Rauschgift tötet leise
Covert Action – Rauschgift tötet leise (Originaltitel: Sono stato un agente C.I.A.) ist ein italienischer Kriminalfilm aus dem Jahr 1978, den Romolo Guerrieri inszenierte. Im deutschen Sprachraum lief er erstmals am 5. November 1981 in den Kinos, bevor er auf Video veröffentlicht wurde. Ein Alternativtitel war Akropolis-Connection.

## Handlung
Lester Horton, ein ehemaliger CIA-Agent, schlägt sich als Gelegenheitsautor durchs Leben. Als sein Freund John Benson in Athen ermordet wird, fliegt er nach Griechenland, um die Memoiren des Toten aufzuspüren, die einige Enthüllungen über Rauschgiftverstrickungen seines ehemaligen Chefs Maxwell enthalten sollen. Aber auch der aktuelle CIA-Chef ist daran interessiert, seinen Namen sauber und den von Benson möglichst befleckt zu halten; so schickt er einige Männer, die dem Athener Chef Maxwell unterstehen, Horton hinterher. Horton bemerkt, dass er verfolgt wird und flieht nach Rhodos, wo seine Ex-Geliebte Anna mit seinem Bekannten Joe Florio lebt. Mit Hilfe der dortigen Polizei bekommen sie Kenntnis von der Ankunft der Agenten; doch Florio wird getötet und Lester in eine Irrenanstalt eingeliefert. Nur das erneute Eingreifen der Polizei kann dort verhindern, dass er getötet wird.
Nach einigen friedlichen Tagen bei Anna erreicht der Attentäter Chivas die Insel, der Anna ermordet, bevor Horton ihn an der Akropolis von Rhodos töten kann.

## Kritik
„Zunächst besitzt der Streifen keine richtige Exposition, wird dann aber so verschachtelt und unübersichtlich, daß die Vorgänge undynamisch am Zuschauer vorbeiplätschern“, bemerkt Karsten Thurau. Ähnlich, aber kürzer, das Lexikon des internationalen Films: „Verworrener Agentenkrimi vor der malerischen Kulisse Griechenlands.“

## Bemerkungen
Die weibliche Hauptrolle sollte ursprünglich Catherine Bach spielen; die Szenen mit Feuergefechten mussten nach Inkrafttreten eines italienischen Gesetzes in Griechenland gedreht werden.